# Helga Daiss
Helga Daiss (1962-1995) es una botánica alemana, trabajando extensamente con el género Ophrys de la familia orquídeas.

## Algunas publicaciones
- hermann Daiss, helga Daiss. 1996. Orchideen um die Majella (Abruzzen, Italien). Jour. Eur. Orch. 28: 603-640